# اندیس مس پیروزکی (فیرو زگین)
مس پیروزکی ( فیرو زگین) یک اندیس فلزی است که در  استان سیستان و بلوچستان قرار دارد و مادهٔ معدنی موجود در آن، مس است.  